# 落石岬灯台
落石岬灯台（おちいしみさきとうだい）は、北海道根室市にある根室半島の付け根の太平洋側に位置する落石岬の先端に立つ大型灯台。塔型（四角形）のコンクリート造りで、白地に赤横帯が1本入った、独特の外観をし、1998年（平成10年）に「日本の灯台50選」にも選定された。周辺は、北海道の自然環境保全地域に指定され、130haの落石湿原があり、サカイツヅジが自生していて、国の天然記念物になっている。海岸線は切り立った断崖絶壁が続き、岬の内陸部は台地状をなす。

## 歴史
- 1890年（明治23年）10月15日 - 設置・初点灯[1]。当初は落石埼灯台と呼ばれていた。
- 1952年（昭和27年） - 現在の建物に改築。
- 1965年（昭和40年）3月 - 自動霧探知装置（バックスキャッター式）を採用。
- 1966年（昭和41年） - 現在の「落石岬灯台」に改称。

## 付属施設
- 霧信号所（ダイヤフラムホーン：毎30秒に2回吹鳴）平成22年廃止

## 交通
- 北海道道1123号落石港線
- JR落石駅から徒歩約60分

## 周辺情報
- 落石湿原